# Sammy Ayoyi
Sammy Ayoyi – kenijski piłkarz grający na pozycji napastnika. W swojej karierze rozegrał 3 mecze w reprezentacji Kenii.

## Kariera reprezentacyjna
W reprezentacji Kenii Ayoyi zadebiutował 14 marca 1988 w przegranym 0:3 grupowym meczu Pucharu Narodów Afryki 1988 z Nigerią (0:3), rozegranym w Rabacie. Na tym turnieju zagrał również w dwóch innych grupowych meczach: z Egiptem (0:3) i z Kamerunem (0:0). Mecze w Pucharze Narodów Afryki były jego jedynymi rozegranymi w reprezentacji Kenii.